# Chiesa cattolica in Kirghizistan
La Chiesa cattolica in Kirghizistan è parte della Chiesa cattolica universale, sotto la guida spirituale del Papa e della Santa Sede.

## Storia
La Chiesa cattolica in questo paese ha una storia recente in quanto solo nel 1997, dopo l'indipendenza, Giovanni Paolo II  vi fondò una missione sui iuris, come avvenne per gli stati limitrofi. Nel 2006, Benedetto XVI elevò la circoscrizione al rango di amministrazione apostolica.
Dalla fondazione ad oggi i cattolici sono passati da circa 200 a 500.

## Organizzazione e statistiche
L'unica circoscrizione di rito romano presente è l'amministrazione apostolica del Kirghizistan che comprende l'intero territorio del paese ed è affidata ai gesuiti. La sede dell'amministrazione è la città di Biškek, dove si trova la chiesa di San Michele Arcangelo.
A questa si aggiunge una circoscrizione di rito bizantino: l'amministrazione apostolica del Kazakistan e dell'Asia Centrale, con sede a Karaganda, in Kazakistan.
I cattolici sono circa 500, cioè circa lo 0,01% della popolazione.
Da settembre 2021 l'episcopato locale fa parte della conferenza episcopale dell'Asia centrale che riunisce i vescovi delle Chiese cattoliche presenti in Kirghizistan, Tagikistan, Uzbekistan, Turkmenistan e Kazakistan.

## Nunziatura apostolica
La nunziatura apostolica in Kirghizistan è stata istituita nel 1994.

### Nunzi apostolici
- Marian Oles (9 aprile 1994 - 11 dicembre 2001 nominato nunzio apostolico in Macedonia e Slovenia)
- Józef Wesołowski (16 febbraio 2002 - 24 gennaio 2008 nominato nunzio apostolico nella Repubblica Dominicana)
- Miguel Maury Buendía (12 luglio 2008 - 5 dicembre 2015 nominato nunzio apostolico in Romania)
- Francis Assisi Chullikatt (24 giugno 2016 - 1º ottobre 2022 nominato nunzio apostolico in Bosnia ed Erzegovina e Montenegro)
- George George Panamthundil, dal 15 luglio 2023